# IPhone X
iPhone X (với X là chữ số La Mã cho số 10 để kỷ niệm 10 năm ra mắt iPhone) là một loại điện thoại thông minh được Apple Inc. thiết kế, phát triển và đưa ra thị trường vào ngày 3 tháng 11 năm 2017. Nó được Giám đốc điều hành Tim Cook công bố vào ngày 12 tháng 9 năm 2017, cùng với iPhone 8 và iPhone 8 Plus tại Nhà hát Steve Jobs của Apple Park.
iPhone X sử dụng thiết kế kính và thép không gỉ cùng thiết kế "không viền", thu nhỏ viền mà không có "cằm". Đây là chiếc iPhone đầu tiên được thiết kế không có nút home, một thay đổi đã trở thành tiêu chuẩn trên tất cả các mẫu máy sau này ngoại trừ hai mẫu (iPhone SE thế hệ thứ 2 và thế hệ thứ 3). Đây cũng là chiếc iPhone đầu tiên sử dụng màn hình OLED, được gọi là màn hình Super Retina HD, một trong những màn hình tốt nhất và tiên tiến nhất vào thời điểm đó. Xác thực Touch ID, trước đây được tích hợp vào thiết kế nút home, đã được thay thế bằng một loại xác thực mới gọi là Face ID, sử dụng cảm biến để quét khuôn mặt của người dùng để mở khóa thiết bị. Các khả năng nhận dạng khuôn mặt này cũng thể hiện biểu tượng cảm xúc hoạt hình theo biểu cảm của người dùng (Animoji). Với thiết kế không viền, cách tương tác của người dùng iPhone đã thay đổi đáng kể, sử dụng cử chỉ để điều hướng hệ điều hành thay vì nút home như trên tất cả các iPhone trước đây. Vào thời điểm ra mắt vào tháng 11 năm 2017, mức giá 999 đô la Mỹ tại Hoa Kỳ cũng khiến nó trở thành chiếc iPhone đắt nhất từ trước đến nay, và thậm chí còn cao hơn ở thị trường quốc tế.
Cùng với iPhone 6s, iPhone 6s Plus và iPhone SE (thế hệ 1), iPhone X đã bị ngừng sản xuất vào ngày 12 tháng 9 năm 2018, sau khi ra mắt các thiết bị iPhone XS, iPhone XS Max và iPhone XR.

## Lịch sử
Trước lễ quảng bá chính thức của iPhone X vào ngày 12 tháng 9 năm 2017, rò rỉ về thiết kế được các phương tiện truyền thông đăng tải. đặc biệt là tính năng mở khóa gương mặt 3D Face ID. Nhiều rò rỉ về các thông số kỹ thuật đã được chứng minh chính xác, ví dụ như việc bổ sung như sạc không dây và công nghệ sạc nhanh.
Vào ngày 31 tháng 8 năm 2017, giới truyền thông đã được mời đến sự kiện báo chí vào ngày 12 tháng 9 năm 2017 tại Nhà hát Steve Jobs ở Apple Park, California. Đây là sự kiện đầu tiên được tổ chức tại Nhà hát Steve Jobs. iPhone X ra mắt cùng hai tùy chọn màu sắc là Xám (Space Grey) và Bạc (Silver) cùng với bộ đôi iPhone 8/8 Plus.
Một phiên bản mở khóa của điện thoại có thể mua tại Hoa Kỳ kể từ ngày 5 tháng 12 năm 2017.
Vào tháng 4 năm 2018, Ủy ban Truyền thông Liên bang Mỹ đã tiết lộ những hình ảnh về một mẫu iPhone X màu vàng chưa được phát hành. Người tiêu dùng cho rằng Apple sẽ cho ra mắt tùy chọn màu Gold cho iPhone X, tương tự như tùy chọn màu Đỏ cho iPhone 7 và iPhone 8 được ra mắt sau. Tuy nhiên, iPhone X Gold đã bị trì hoãn do vấn đề sản xuất.
Apple sau đó đã phát hành một phiên bản sửa đổi iPhone X mới, model B khắc phục các sự cố NFC cho người dùng ở Nhật Bản, Trung Quốc và Mỹ.

## Thiết kế
| Màu | Tên            |
| --- | -------------- |
|     | Bạc            |
|     | Xám không gian |

iPhone X sở hữu hai mặt kính cường lực, kết hợp với viền thép không gỉ thay thế cho viền nhôm trong các dòng điện thoại thông minh cũ hơn (đây cũng là lần đầu chất liệu thép được sử dụng trên smartphone). Màn hình tràn viền không cạnh với phần khoét Notch chứa camera trước. Cụm camera kép đặt dọc lệch về phía trên bên trái.
Đồng thời các dòng chữ "Designed by Apple in California" ở các thế hệ iPhone tiền nhiệm cũng bị lược bỏ khỏi mặt lưng máy (tuy nhiên các phiên bản bán tại châu Âu vẫn phải có các dòng chữ này kèm biểu tượng tiêu chuẩn CE- "Conformité Européenne").
TVC quảng cáo iPhone X được Apple sử dụng ca khúc Best Friend - Sofi Tukker (Feat. NERVO & The Knocks & Alisa Ueno) được người dùng đánh giá cao về hiệu ứng truyền thông.

## Thông số kỹ thuật

### Phần cứng và hiển thị
iPhone X sở hữu màn hình OLED 5,8 inch (do Samsung sản xuất), tỷ lệ màn hình 18:9, hỗ trợ dải màu rộng DCI-P3, sRGB, và HDR, và có tỷ lệ tương phản đạt 1,000,000:1.
Màn hình OLED này được Apple thương mại hóa dưới tên Super Retina đi kèm công nghệ True Tone được tích hợp trước đó trên iPad Pro, sử dụng cảm biến ánh sáng để điều chỉnh cân bằng trắng trên màn hình hiển thị sao cho thích hợp với mắt người sử dụng trong ánh sáng môi trường đó. Mặc dù iPhone X không có công nghệ "ProMotion" tương tự màn hình của iPad Pro với tần số quét 120 Hz, nhưng cho tần số quét cảm ứng đạt 120 Hz. Tuy nhiên, người dùng e ngại công nghệ màn hình OLED với nhược điểm cố hữu là hiện tượng "bóng ma" - "burn-in", nếu các hình ảnh xuất hiện liên tục trên màn hình OLED trong thời gian dài thì sẽ để lại dấu vết mờ nhạt ngay cả sau khi hình ảnh mới xuất hiện (nhược điểm thường thấy trên các máy Samsung Galaxy hay LG).
Apple thừa nhận rằng màn hình OLED của họ không phải ngoại lệ tránh khỏi nhược điểm này, "đây cũng là sự cố dự kiến". Greg Joswiak, phó chủ tịch tiếp thị sản phẩm của Apple, đã nói với Tom's Guide rằng các tấm nền OLED mà Apple sử dụng trong iPhone X đã được thiết kế để tránh sự sai màu sắc (khi màu nóng được đẩy lên quá cao) giống như trên các thiết bị Samsung Galaxy, Apple đã thực hiện điều chỉnh màu sắc và tinh chỉnh mật độ đa điểm ảnh cho các đường nét và góc tròn sắc nét, sao cho vẫn giữ được màu sắc trung thực như tấm nền IPS Retina trước kia.
Chi phí sửa chữa của iPhone cũng rất lớn so với các thế hệ tiền nhiệm. Nếu iPhone X bị hư hại do người dùng làm hỏng (không phải lỗi sản xuất), sửa chữa màn hình có giá 279 USD, chi phí cho các sửa chữa khác là 549 USD.

### Tùy chọn màu
iPhone X có hai tùy chọn màu: bạc và xám không gian. Các cạnh của điện thoại được làm bằng thép không gỉ dùng trong phẫu thuật để tăng độ bền, mặt trước và mặt sau được làm bằng kính. Thiết kế này được tạo ra để chống nước và bụi theo tiêu chuẩn IP67.

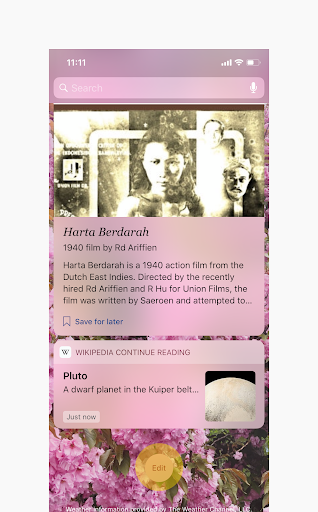
Ảnh chụp màn hình iPhone X (với màn hình tỷ lệ 18:9 mới, giao diện iOS từ thế hệ iPhone X đã thay đổi nhiều, đặc biệt ở thanh trạng thái khi bỏ đi tên nhà mạng, ký hiệu mạng và biểu tượng Wi-Fi bị đẩy sang góc phải, đồng hồ đẩy sang trái).

### FaceID và vị trí Notch, Animoji
Face ID sẽ thay thế hoàn toàn hệ thống Touch ID, mang lại màn hình lớn không viền, thay đổi hoàn toàn thiết kế của iPhone từ trước đến nay. Hệ thống camera TrueDepth được đưa vào 1 vị trí khoét phía trên màn hình ("Notch" hay "tai thỏ") bao gồm máy ảnh hồng ngoại, cảm biến đo chiều sâu, giúp chụp ảnh hồng ngoại, sau đó gửi dữ liệu gương mặt 3D đến SoC A11 Bionic (có chứa công nghệ học máy AI chuyên dụng) để xác nhận bản đồ gương mặt chủ nhân, đồng thời học hỏi nhiều hình ảnh khác nhau của người sỡ hữu về sau này. Công nghệ FaceID cho phép mở khóa gương mặt kể cả trong bóng tối, sử dụng hơn 30,000 điểm để tạo bản đồ khuôn mặt 3 chiều. Face ID sẽ không hoạt động khi chủ nhân nhắm mắt, chống tình trạng trộm mở máy khi chủ nhân đang ngủ.
Animoji là một tính năng mới sử dụng cụm camera TrueDepth, người dùng có thể lồng ghép những icon Memoji ngộ nghĩnh trong tin nhắn bằng cách ghi lại giọng nói và biểu cảm gương mặt của mình.

### Phần mềm
Do bố cục màn hình khác biệt, các nhà phát triển iOS được yêu cầu cập nhật ứng dụng của họ để tận dụng tối đa diện tích màn hình bổ sung. Những thay đổi này bao gồm các góc bo tròn, "notch" cảm biến ở phía trên màn hình và một vùng chỉ báo ở phía dưới để truy cập màn hình chính. Apple đã xuất bản tài liệu "Hướng dẫn Giao diện Người dùng" để giải thích các điểm cần chú ý, và khuyến khích các nhà phát triển không nên cố gắng che giấu hoặc thu hút sự chú ý đặc biệt vào bất kỳ thay đổi mới nào. Ngoài ra, văn bản trong ứng dụng cần được cấu hình để tham chiếu chính xác đến Face ID thay vì Touch ID, công nghệ xác thực được sử dụng trên iPhone X. Để chuẩn bị cho việc phát hành điện thoại, hầu hết các ứng dụng chính đã nhanh chóng được cập nhật để hỗ trợ những thay đổi mới do iPhone X mang lại, mặc dù những thay đổi cần thiết đã gây ra sự chậm trễ trong việc cập nhật ứng dụng cho một số ứng dụng chính.
Nút Home truyền thống, vốn có trên tất cả các thiết bị iPhone trước đây, đã bị loại bỏ hoàn toàn, thay vào đó là các thao tác cử chỉ cảm ứng. Để đánh thức thiết bị, người dùng có thể chạm vào màn hình hoặc sử dụng nút bên hông; để truy cập màn hình chính, người dùng phải vuốt lên từ dưới cùng của màn hình; và để truy cập cửa sổ đa nhiệm, người dùng phải vuốt lên tương tự như cách truy cập màn hình chính, nhưng dừng lại khi ngón tay đang ở giữa màn hình, lúc này vòng xoay ứng dụng sẽ xuất hiện.
iPhone X xuất xưởng cùng phiên bản iOS 11, được giới thiệu trước đó tại sự kiện WWDC 2017. iOS 11 có những tinh chỉnh để phù hợp với màn hình tỷ lệ mới 18:9 của iPhone X so với tỷ lệ màn hình 16:9 trên các thể hệ iPhone cũ.
Với việc loại bỏ nút Home, thao tác điều hướng trên iPhone X được thay thế bằng những cử chỉ vuốt chạm tương tự như nền tảng BlackBerry OS, một số tính năng như Siri và Apple Pay sẽ được kích hoạt bằng nút nguồn. Tuy nhiên người dùng vẫn có thể sử dụng nút Home ảo Assistive Touch trên màn hình.
iPhone X xuất xưởng cùng phiên bản iOS 11, hỗ trợ iOS 12, iOS 13, iOS 14, iOS 15, và iOS 16. iPhone X không hỗ trợ iOS 17 trở lên, có lẽ là do hạn chế về phần cứng. Tuy nhiên, iPad thế hệ thứ 7, có bộ xử lý A10 và cùng dung lượng RAM với iPhone X, hỗ trợ iOS 18.5, tính đến tháng 5 năm 2025 — khiến tuyên bố của Apple về phần cứng lỗi thời trở nên đáng ngờ. iOS 17 được công bố rộng rãi vào ngày 18 tháng 9 năm 2023 và iPhone X phát hành vào tháng 11 năm 2017, các bản cập nhật vẫn duy trì trong khoảng 6 năm; iPad thế hệ thứ 7 phát hành vào tháng 9 năm 2019 và có thể nói là nó có phần cứng cũ hơn. Do đó, có thể quyết định không nhận bản cập nhật cho iPhone X sau iOS 16 thực chất là một hạn chế nhân tạo, có thể được áp đặt do sự xuất hiện của các mẫu iPhone mới hơn.

## Trào lưu khoét màn hình "tai thỏ"

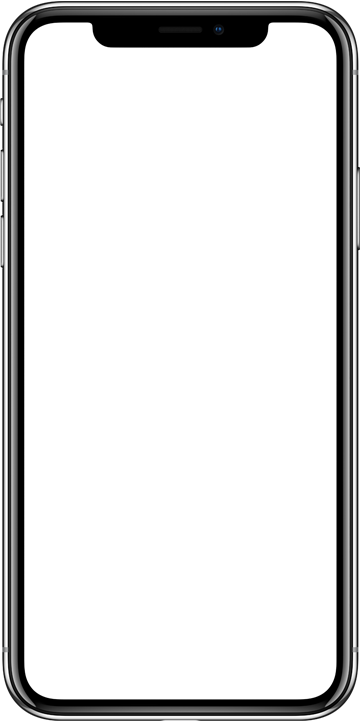
Mặt trước iPhone X với phần khoét "tai thỏ" tạo nên trào lưu thiết kế smartphone thế giới năm 2018.

Việc loại bỏ nút Home để thu gọn viền màn hình, đặt camera trước vào phần khoét màn hình "tai thỏ" và để trang bị tính năng mở khóa bằng gương mặt đã tạo ra trào lưu thiết kế điện thoại trong suốt năm 2018. Các hãng Android đến từ Trung Quốc (Xiaomi, Huawei, ZTE, Meizu,...) và Hàn Quốc (LG, Samsung) rồi đến cả Google (với chiếc Google Pixel 3XL) cũng đi theo trào lưu thiết kế "tai thỏ": giấu camera trước vào vùng khoét. Sau này các hãng Android đã chuyển sang thu hẹp tai thỏ thành dạng "giọt nước" hay "đục lỗ".
Trào lưu thiết kế này được giới chuyên gia cũng như người dùng đánh giá là kém sáng tạo, tạo nên tiền đề sao chép xấu xí trong lĩnh vực công nghệ. Các hãng Xiaomi, Huawei và Google cũng phát triển công nghệ nhận diện gương mặt 3D (trên Xiaomi Mi 8 và Huawei Mate 20 Pro) giống với iPhone X, tuy nhiên do hạn chế về hệ điều hành, các dự án này không đạt được kỳ vọng. Các hãng Android khác sử dụng nhận diện gương mặt 2 chiều, kém phức tạp hơn so với iPhone X.
Thiết kế của iPhone X tiếp tục được Apple sử dụng trên các đời iPhone kế tiếp là: iPhone XS/iPhone XS Max, iPhone XR (2018); iPhone 11 series (2019); iPhone 12 series (2020) và iPhone 13 series (2021); iPhone 14/iPhone 14 Plus (2022)

## Tiếp nhận

### Đánh giá chung

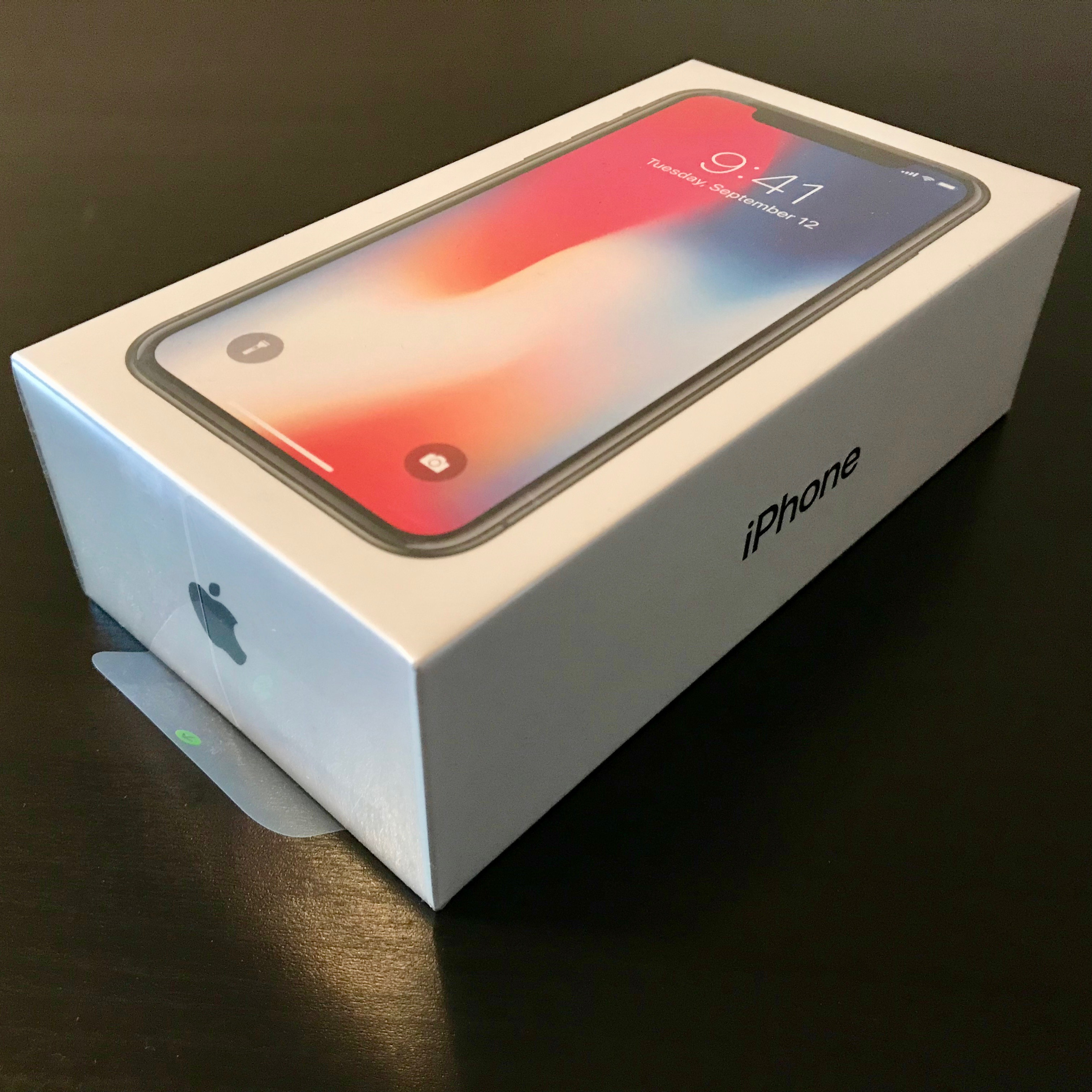
iPhone X nguyên hộp

iPhone X nhận được nhiều đánh giá tích cực. Màn hình và chất lượng hoàn thiện được khen ngợi mạnh mẽ, và camera cũng đạt điểm cao trong các bài kiểm tra. Tuy nhiên, việc đặt cảm biến "khía" (gọi là notch) ở phía trên màn hình và việc giới thiệu một phương thức xác thực hoàn toàn mới đã gây ra nhiều tranh cãi từ cả giới phê bình lẫn người tiêu dùng. Phần notch bị người dùng mạng xã hội chế giễu dữ dội, mặc dù các nhà phát triển ứng dụng đã phản hồi trung lập hoặc tích cực về những thay đổi mà nó mang lại cho trải nghiệm người dùng trong các ứng dụng và trò chơi của họ. Nhận dạng khuôn mặt Face ID được khen ngợi vì thiết lập đơn giản, nhưng lại bị chỉ trích vì yêu cầu phải nhìn trực tiếp vào màn hình, mặc dù tùy chọn này có thể được tắt trong phần tùy chọn hệ thống.

Camera sau của iPhone X nhận được điểm số tổng thể là 97 từ DxOMark, một công ty chuyên đánh giá camera, thấp hơn điểm số cao nhất là 99 được trao cho điện thoại thông minh Galaxy S9+ của Samsung. Pixel 2 của Google nhận được điểm số 98 Consumer Reports, một tổ chức phi lợi nhuận, độc lập với mục tiêu viết các bài đánh giá khách quan về các sản phẩm tiêu dùng, đã xếp hạng iPhone X dưới iPhone 8 và iPhone 8 Plus, cũng như dưới Samsung Galaxy S8, S8+ và Note 8, do độ bền kém hơn và thời lượng pin ngắn hơn, mặc dù tổ chức này ca ngợi camera của X là "camera trên điện thoại thông minh được đánh giá cao nhất" mà tổ chức này từng thử nghiệm.

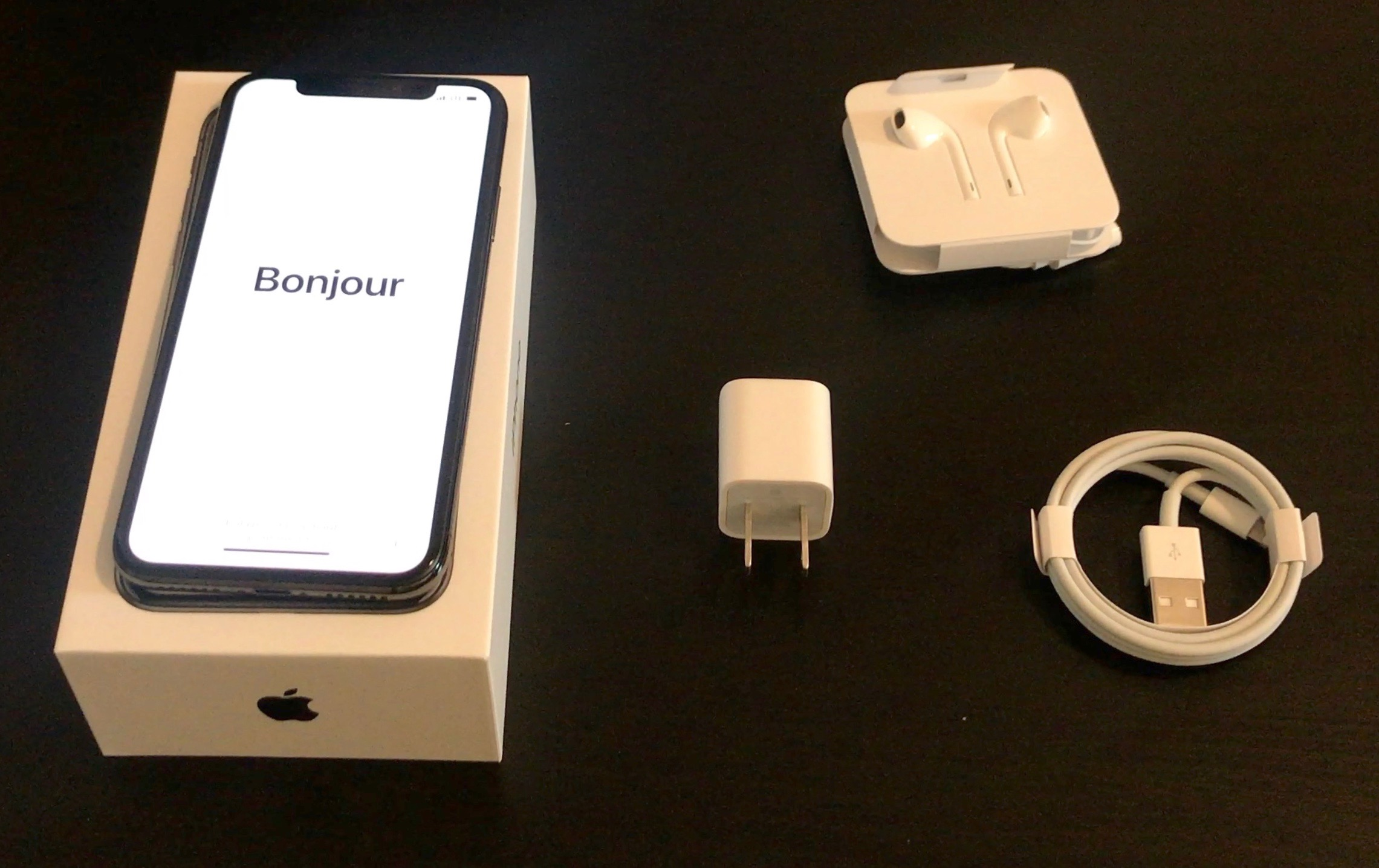
Hộp iPhone X và các phụ kiện

## Các vấn đề

### Mối lo ngại về bảo mật và quyền riêng tư của Face ID
Face ID đã làm dấy lên lo ngại về khả năng các cơ quan thực thi pháp luật có thể truy cập vào điện thoại của một cá nhân bằng cách hướng thiết bị vào khuôn mặt của người dùng. Thượng nghị sĩ Hoa Kỳ Al Franken đã yêu cầu Apple cung cấp thêm thông tin về bảo mật và quyền riêng tư của Face ID chỉ một ngày sau khi tuyên bố phát hành, Apple đáp trả bằng cách nhấn mạnh việc phát hành một cuốn sách trắng về bảo mật và cơ sở kiến thức nêu chi tiết các câu trả lời.
Kết quả không nhất quán xuất hiện khi thử nghiệm Face ID trên những cặp song sinh giống hệt nhau, với một số thử nghiệm cho thấy hệ thống có thể phân biệt hai người, trong khi các thử nghiệm khác thì thất bại.

### Thời tiết lạnh
Tháng 11 năm 2017,một người dùng Reddit đã chia sẻ rằng màn hình điện thoại trở nên không dùng được sau khi nhiệt độ bên ngoài đột ngột giảm. Apple đã ra mắt iOS 11.1.2 vào tháng 11 năm 2017 để sửa lại vấn đề.

### NFC
Sau khi ra mắt iPhone X tại Nhật Bản và Trung Quốc, khách hàng đã gặp phải sự cố liên quan đến NFC của điện thoại khi cố gắng truy cập đầu đọc thẻ thông minh trên các phương tiện giao thông công cộng. Vào tháng 4 năm 2018, Apple đã phát hành bản sửa đổi cho iPhone X, bao gồm cải tiến đáng kể chip NFC. Điều này đã giải quyết vấn đề lỗi đầu đọc NFC trong hầu hết các trường hợp. Trước đây, cứ 3 lần thử NFC thì có khoảng 1 lần thất bại sau những báo cáo ban đầu. Sự cố này cũng ảnh hưởng đến người dùng ở Mỹ.

### iOS 13
Các thế hệ iPhone
| Dòng thời gian của các mẫu iPhone         |
| ----------------------------------------- |
| Xem thêm: Timeline of Apple Inc. products |

Nguồn: Apple Newsroom Archive